# Icterus fuertesi
Icterus fuertesi — вид воробьиных птиц из семейства трупиаловых. Часто считается конспецифичным Icterus spurius.

## Распространение
Обитают в Мексике. Зимний ареал (также в границах Мексики) изучен мало.

## Описание
Длина тела около 16 см. Вес самцов в среднем 20,3 г, самок 21 г. Хвост короткий. У самцов чёрные голова, грудь, верхняя часть крыльев и хвост.

## Биология
Питаются насекомыми и другими членистоногими, нектаром и фруктами. Пьют нектар Combretum fruticosum. Предполагается моногамия. Птицы считаются мигрантами на короткие расстояния.
Охранный статус не присвоен.